# Air France-KLM
Air France-KLM is een Frans-Nederlandse multinational onder Frans recht met zijn hoofdkantoor in Charles de Gaulle Airport bij Parijs. In 2024 vervoerde de maatschappij 98 miljoen (2019: 104 miljoen en 36 miljoen in 2021) passagiers. In 2024 stond de maatschappij op de negende plaats van grootste vliegende vrachtvervoerder ter wereld.

## Geschiedenis
De fusie van Air France en Koninklijke Luchtvaart Maatschappij (KLM) werd beklonken op 30 september 2003 door Leo van Wijk (KLM) en Jean-Cyril Spinetta (Air France). Er ontstond een geheel nieuwe constructie met aan het hoofd de nieuwe holdingonderneming Air France-KLM bestaande uit de twee luchtvaartmaatschappijen KLM en Air France, met daaronder een aantal regionale en budgetmaatschappijen. De merknamen Air France en KLM worden nog tientallen jaren behouden, totdat ze mogelijk in de toekomst opgaan in één merknaam die bekend moet worden in heel de wereld. Met de aandelenruil is een waarde van € 874 miljoen gemoeid. De Air France-KLM-combinatie moest wel een paar luchthavenslots op Luchthaven Schiphol en Parijse luchthavens opgeven op last van de Europese Commissie, die dat als voorwaarde voor haar toestemming voor de fusie gaf.
Hoewel de nieuwe holding zetelt in Parijs, zal KLM onder Nederlands recht blijven opereren hetgeen voornamelijk van belang is voor het behoud van landings- en overvliegrechten.
Als gevolg van de overname trad KLM toe tot SkyTeam, een alliantie van samenwerkende luchtvaartmaatschappijen, waar Air France al lid van was. Ook werden per 6 juni 2005 de frequent flyer-programma's (Fréquence Plus en Flying Dutchman) samengevoegd tot Flying Blue.
In de zomer van 2007 maakte Air France-KLM bekend dat het nog steeds op zoek is naar uitbreiding in de vorm van overnames. Belangstelling ging met name uit naar Alitalia. Op 16 maart 2008 gaf de raad van bestuur van Alitalia zijn goedkeuring aan een overname. Toch bleek later dat deze geen doorgang zou vinden, omdat Alitalia niet aan een belangrijke voorwaarde kon voldoen, namelijk ruggensteun van de vakbonden. Op 12 januari 2009 kocht Air France-KLM zich een aandelenbelang van 25% in de doorstart van het failliet gegane Alitalia dat dan inmiddels was samengegaan met Air One. In 2014 liet de holding het aandeel in Alitalia verwateren tot 7,1% en het belang is later teruggebracht naar nul.
Op 11 juni 2007 lekte uit dat Air France-KLM Martinair helemaal wil overnemen. Air France-KLM had 50% van de Martinair aandelen in haar bezit. Op dinsdag 16 december 2008 werd de overname goedgekeurd door de Europese Commissie. Per 31 december 2008 maakt Martinair voor 100% deel uit van de Air France-KLM groep. Door de aanhoudende verliezen werd het vervoer van passagiers tot eind 2011 afgebouwd. KLM nam de vakantievluchten over en 600 van de 1800 werknemers van Martinair gingen over naar KLM. Martinair ging door met het goederenvervoer met een vloot van 11 vliegtuigen. Begin 2015 werd bekendgemaakt dat Martinair zijn vloot gaat reduceren van 10 naar 4 toestellen. KLM gaat meer vracht vervoeren in het bagageruim van passagierstoestellen en dit leidt tot kostenbesparingen.
Eind december 2007 nam Air France-KLM het Belgische VLM Airlines (VLM) over voor een onbekend bedrag. Zowel de slots als de toestellen (voornamelijk Fokker 50's) vallen binnen de overname. VLM zal als zelfstandige maatschappij blijven functioneren. Bijna een jaar later, op 24 oktober 2008, werd de fusie goedgekeurd door de Britse concurrentiewaakhond OFT. In 2009 werd besloten dat VLM Airlines in CityJet wordt geïntegreerd en de naam VLM Airlines zal van de vliegtuigen verdwijnen. In december 2013 kreeg Air France een onherroepelijk bod op CityJet van het Duitse Intro Aviation. Op 30 april 2014 werd de transactie afgerond en de twee blijven samenwerken. CityJet had toen ruim 30 vliegtuigen, vloog op 27 routes en vervoerde jaarlijks 2 miljoen passagiers.
In februari 2009 maakte de Tsjechische staat bekend dat het haar meerderheidsbelang van 91,5% in Czech Airlines wil afstoten. Air France-KLM toonde aanvankelijk interesse, maar trok op 19 augustus 2009 het bod in als gevolg van verslechterde economische omstandigheden.
Op 20 mei 2009 maakte Air France-KLM en Delta Air Lines bekend dat er een samenwerkingsverband was getekend. De joint venture houdt in dat trans-Atlantische vluchten zullen worden gecombineerd, evenals de vluchten vanuit Amsterdam naar India en tussen Noord-Amerika en Tahiti. De joint venture krijgt ruim een kwart van de capaciteit boven de Atlantische Oceaan in bezit.
In 2012 startte de maatschappij een onderzoek naar de mogelijke verkoop van een deel van haar belang in Servair. Servair is voor 97% in handen van Air France-KLM en is de op twee na grootste cateraar in de luchtvaartsector. Alleen Sky Chefs van Lufthansa en Gategroep, een bedrijfsonderdeel van de Chinese HNA Group zijn groter. Serviar levert maaltijden aan meer dan 100 luchtvaartmaatschappijen en heeft een wereldwijd marktaandeel van ongeveer 9%. Verder levert het ook schoonmaakdiensten. Bij Servair werken ongeveer 10.000 mensen en de omzet is zo’n € 800 miljoen op jaarbasis. Eind 2016 werd een belang van 49,99% in Servair verkocht aan Gategroup voor € 238 miljoen. Gategroup nam ook de operationele verantwoordelijkheid voor de activiteiten op zich.
Eind juli 2017 werd bekend dat Delta Air Lines en China Eastern Airlines elk een aandelenbelang van 10% in de maatschappij nemen. Met de verkoop haalde Air France-KLM € 750 miljoen op. Verder mochten Delta en China Eastern elk een lid voordragen in de raad van commissarissen van Air France-KLM.
Op hetzelfde moment maakte Air France-KLM bekend 31% van de aandelen Virgin Atlantic te gaan kopen voor circa € 250 miljoen. In december 2019 maakten partijen bekend dat deze transactie niet doorgaat al blijft de samenwerking tussen beide partijen en Delta Air Lines met diensten over de Atlantische Oceaan bestaan.
In mei 2022 maakten AirFrance-KLM en de Franse rederij CMA CGM een strategische samenwerking bekend op het gebied van luchtvracht. De twee gaan voor een periode van 10 jaar intensief samenwerken en CMA CGM wil hiermee zijn positie in dit marktsegment versterken. CMA CGM Air Cargo heeft vier vrachttoestellen plus acht vliegtuigen in bestelling en Air France-KLM heeft er zes en orders voor vier exemplaren. Er zijn ook afspraken gemaakt over het gebruik van het vrachtruim in de passagierstoestellen van Air France-KLM. CMA CGM heeft toegezegd een aandelenbelang van 9% te kopen in Air France-KLM en dit is na de claimemissie van juni 2022 daadwerkelijk gerealiseerd. In januari 2024 berichten beide partijen dat deze samenwerking per 31 maart 2024 al weer wordt beëindigd. CMA CGM houdt nog het aandelenbelang, maar mag deze vanaf eind februari 2025 verkopen.
Air France-KLM kwam financieel verzwakt uit de coronapandemie. In mei 2022 werd een claimemissie aangekondigd om het vermogen te versterken en de opbrengst te gebruiken om de schulden af te lossen. In juni werd de transactie afgerond, Air France-KLM heeft 2,3 miljard euro opgehaald door voor elk bestaand aandeel drie nieuwe aandelen uit te geven. Het aantal uitstaande aandelen verviervoudigde en direct na de emissie stonden er 2570 miljoen aandelen uit.
Op 1 september 2024 werd Air France-KLM aandeelhouder in SAS Groep, het verkreeg een belang van 19,9% nadat Amerikaanse en Europese toezichthouders hadden ingestemd met een reorganisatieplan. SAS trad diezelfde dag toe tot de SkyTeam alliantie. Air Franse-KLM is deelnemer in een consortium met Castlelake, Lind Invest en de Deense staat. Samen hebben de vier 86,4% van de aandelen van de geherstructureerde SAS Groep in handen. In juli 2025 maakte Air France-KLM een overeenkomst bekend om het belang in SAS Groep te verhogen. Het wil de aandelen van Castlelake en Lind Invest overnemen waarmee het belang uitkomt op 60,5%. De Deense overheid is en blijft met 26,4% de tweede grootaandeelhouder. De transactie moet nog worden goedgekeurd door toezichthouders.

## Onderdelen

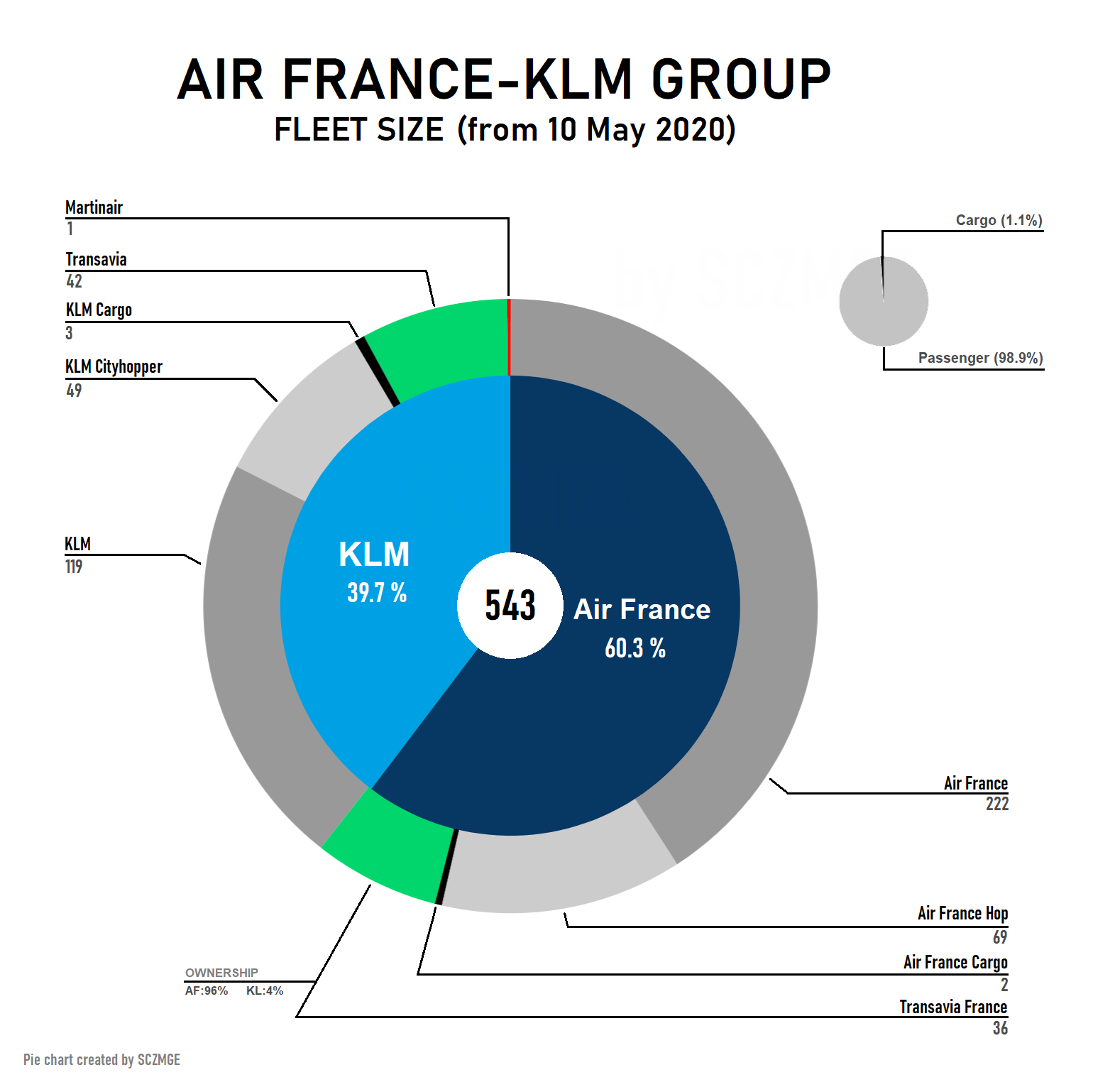
Air France-KLM Group vloot grootte (volledig eigendom) - vanaf 10 mei 2020

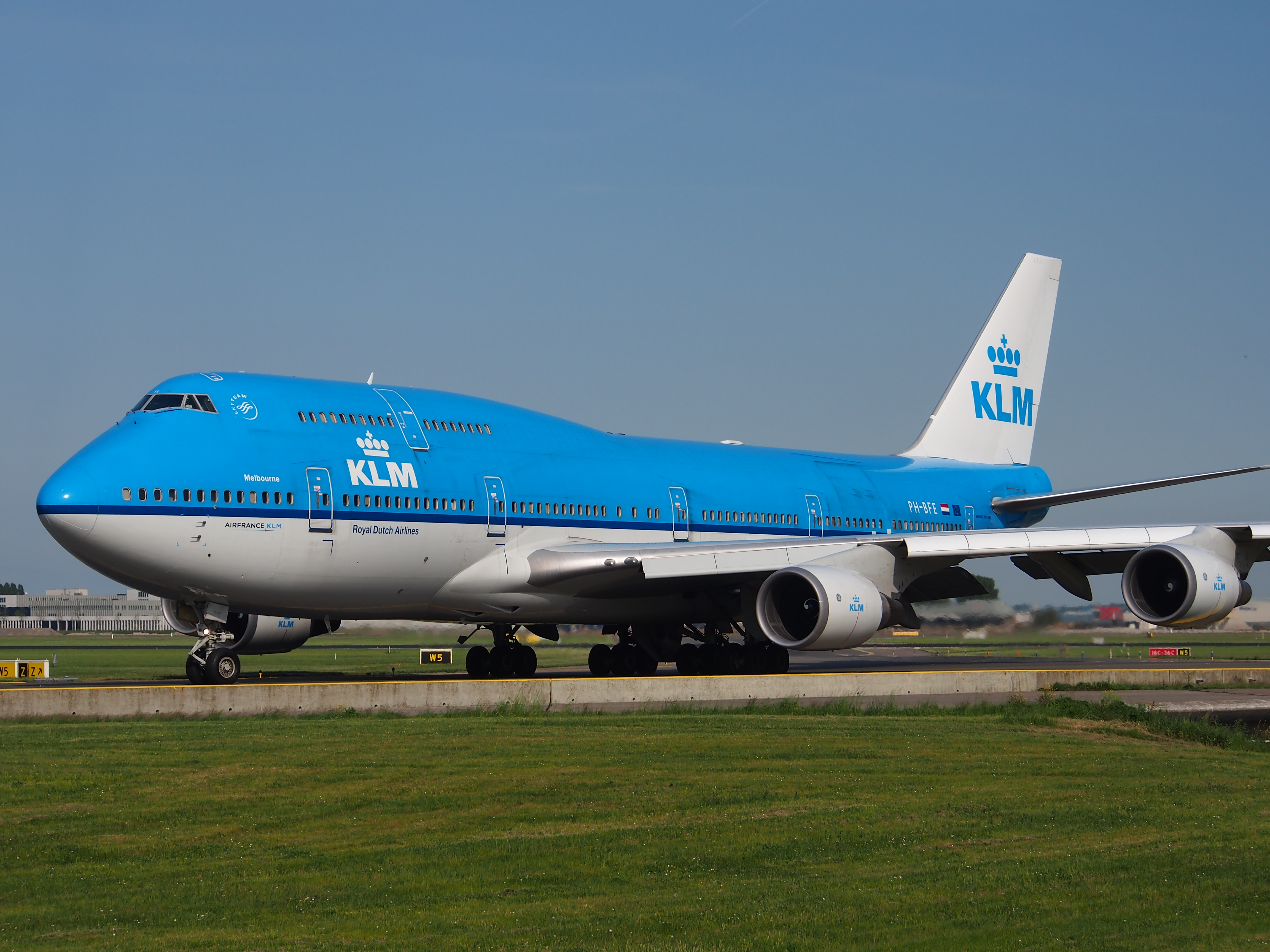
Een Boeing 747-400 op Schiphol

### Volledig eigendom
- Air France
  -  Air France Hop
  -  Transavia France
- KLM
  -  KLM Cityhopper
  -  Transavia
- Air France-KLM Cargo
  -  Air France Cargo
  -  KLM Cargo
  -  Martinair Cargo

### Gedeeltelijk eigendom
Luchtvaartmaatschappijen waarin Air France-KLM een belang heeft zijn:
- Scandinavian Airlines 19,9%
- Airlinair 19,5%
- Air Corsica 12%
- Kenya Airways 7,76%
- Air Tahiti 7%
- Air Mauritius 5%
- Royal Air Maroc 3%
- Air Calédonie 2%

### Lagekostenluchtvaartmaatschappijen

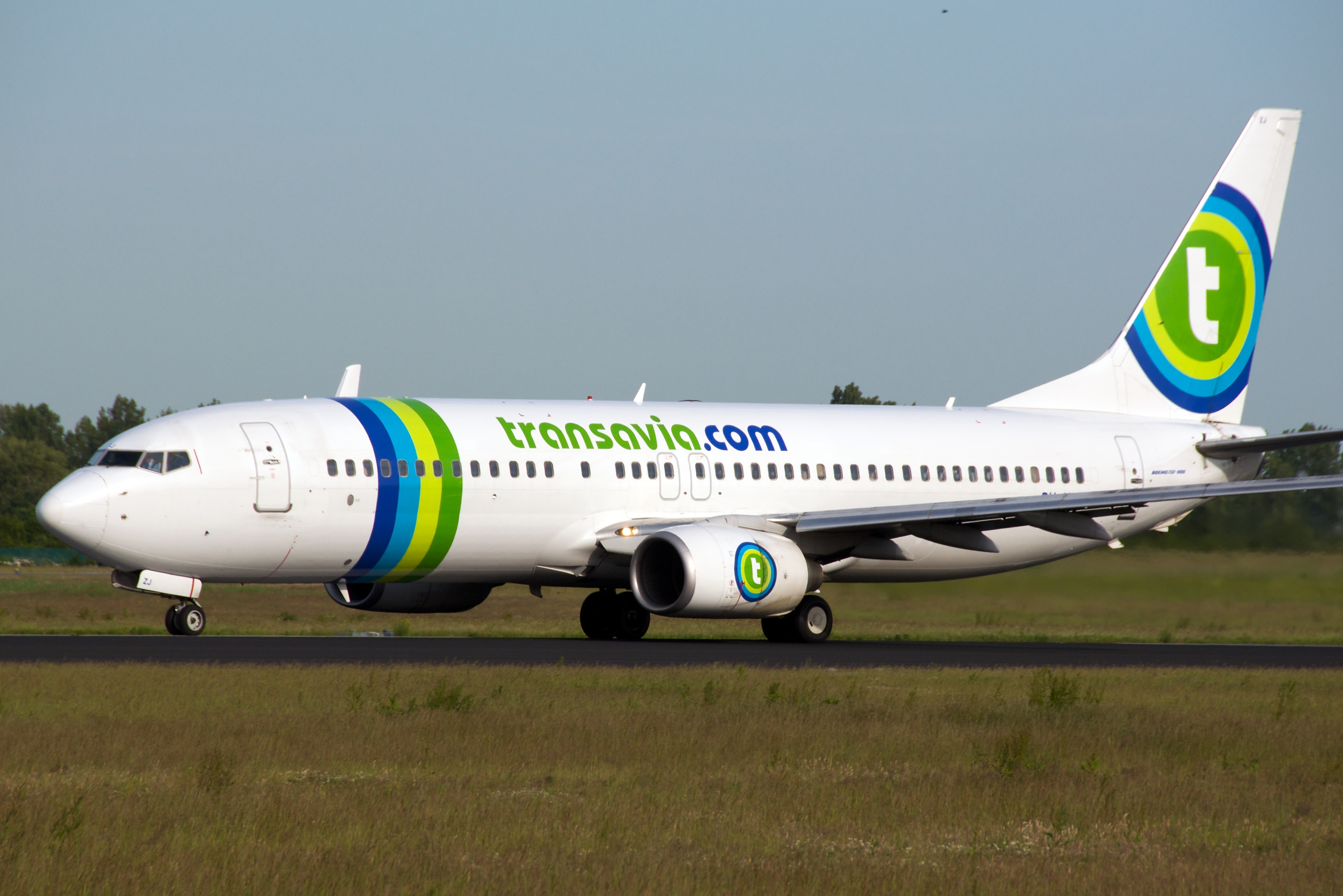
Een Transavia B737-800 PH-HZJ op Schiphol

Transavia is een lagekostenluchtvaartmaatschappij binnen Air France-KLM. Het biedt lijndiensten en chartervluchten naar ruim 90 bestemmingen in het Middellandse Zeegebied en de belangrijkste wintersportgebieden. Transavia vliegt vanaf de luchthaven Schiphol en diverse regionale luchthavens in Nederland. Het bedrijf vliegt ook vanuit Parijs met Transavia France. Per jaar vervoert Transavia zo’n 5 miljoen passagiers. De vloot bestaat uit 30 toestellen van het type Boeing 737-700 en Boeing 737-800.
Eind januari 2013 kondigde Air France-KLM een nieuwe regionale prijsvechter aan onder de naam HOP! In HOP! worden de drie regionale dochtermaatschappijen samengevoegd: Compagnie Aérienne Brit Air, Régional en Airlinair. Transavia gaat hier geen onderdeel van uitmaken. Met een vloot van 98 toestellen wordt van de Luchthaven Parijs-Charles de Gaulle als van Orly gevlogen. HOP! gaat op 136 bestemmingen, vooral binnen Frankrijk en naar bestemmingen net over de Franse grens, vliegen met 530 vluchten per dag. Met de nieuwe prijsvechter wil Air France-KLM niet alleen kosten besparen, maar ook de concurrentie in het lagere prijssegment aangaan met Ryanair en easyJet. Air France-KLM houdt rekening met aanloopverliezen van € 30 miljoen bij HOP!, op een jaaromzet van ongeveer € 900 miljoen, maar over twee à drie jaar moet HOP! winst maken. Begin 2019 werd bekendgemaakt dat HOP! verdwijnt en opgaat in Air France. Het woordje HOP blijft wel als kleine toevoeging achter Air France staan, net zoals Cityhopper bij KLM. Het verdwijnen van HOP! als apart merk maakt onderdeel uit van de versimpelingstrategie van Ben Smith.

## Aandeelhouders
Op 31 december 2024 was de verdeling van de aandelen was volgt:
- Franse staat: 28,0%
- Nederlandse staat 9,1%
- CMA CGM: 8,8%
- China Eastern Airlines: 4,6
- Delta Air Lines, Inc.: 2,8%
- Medewerkers van Air France-KLM: 3,0%
- Overig/Free float: 42,7%

Van 20 tot 26 februari 2019 kocht de Nederlandse staat in stilte 12,68% van de aandelen Air France-KLM voor € 680 miljoen. Het doel was 14% van de aandelen in handen te krijgen, dit werd een dag later al bereikt. De staat investeerde in totaal € 744 miljoen in het aandelenpakket, geld dat werd geleend op de kapitaalmarkt. Reden voor de aankoop was dat de Nederlandse regering de publieke belangen van KLM en Schiphol wilde verdedigen door evenveel invloed in de holding te krijgen als de Franse staat.
De overige aandelen zijn in bezit van institutionele beleggers, fondsen of bedrijven. Deze aandelen kunnen op de beurs worden aangeboden en ook daar door anderen worden gekocht. Deze aandelen zijn dus vrij verhandelbaar. Volgens de Franse wet hebben aandeelhouders die hun aandelen langer dan drie jaar aanhouden dubbel stemrecht.

### Aandeelhoudersstructuur KLM
Vanwege luchtvaartpolitieke redenen moet de meerderheid van de aandeelhouders in KLM de Nederlandse nationaliteit hebben. Landingsrechten worden namelijk aan een land verstrekt en dit land mag de rechten weer doorgeven aan nationale luchtvaartmaatschappijen. Deze regelgeving heeft geleid tot een ingewikkelde constructie met betrekking tot het aandelenkapitaal van KLM en de verdeling hiervan:
- Air-France KLM houdt alle KLM prioriteitsaandelen en een gedeelte van de gewone aandelen, tezamen vertegenwoordigend 49% van het stemrecht en economische recht in KLM.

Verder staan er cumulatief preferente aandelen uit, A en C. Deze hebben wel stemrecht, maar géén economische rechten.
- Stichting Administratie Kantoor (SAK I) heeft op grond van gewone aandelen en cumulatief preferente aandelen A 33,16% van het stemrecht in KLM;
- Stichting Administratie Kantoor Cumulatief Preferente Aandelen C (SAK II) heeft 11,25% van het stemrecht in KLM;
- De Nederlandse Staat heeft de cumulatief preferente aandelen A die 5,92% en de overige aandeelhouders hebben 0,67% van het stem- en economische recht in KLM.

Het uitbreiden van het aandelenpakket tot 14% door de Nederlandse Staat noemt de Rekenkamer onrechtmatig.
De SAK met de overige aandeelhouders hebben daarmee 51% van de stemmen en maakt daarmee KLM nog een Nederlandse luchtvaartmaatschappij waardoor de landingsrechten voor de KLM zijn gewaarborgd.

## Resultaten

### Air-France KLM
De luchtvaartmaatschappij heeft in 2011 het boekjaar gewijzigd. In 2010/2011, de jaren ervoor, was er sprake van een gebroken boekjaar van 1 april tot en met 31 maart. Vanaf 2011 rapporteert het bedrijf met een boekjaar dat overeenkomt met een kalenderjaar, namelijk van 1 januari tot en met 31 december. Het resultaat over 2011 betreft een transitiejaar en in de onderstaande figuur zijn de pro-forma-gegevens opgenomen over een periode van 12 maanden.
De omzet van ruim € 20 miljard wordt voor circa twee derde behaald met het passagiersvervoer. De overige een derde van de omzet is – min of meer in gelijke delen - afkomstig van het vrachtvervoer, het onderhoud aan vliegtuigen en overige diensten van het bedrijf.
In het boekjaar 2008/2009 leed het bedrijf een zwaar verlies als gevolg van de kredietcrisis. De crisis leidde tot een scherpe daling in het vervoer van passagiers en vracht. Het herstel was langzaam en de hoge brandstofprijzen hebben nog niet geleid tot een winstgevende situatie in 2011. De winst in 2010/2011 was vooral het gevolg van een incidentele bate. In 2013 leed de maatschappij een fors verlies van ruim € 1,8 miljard ondanks een verbetering van het bedrijfsresultaat. Ongeveer de helft van het nettoverlies werd veroorzaakt door een belastingtegenvaller van ruim € 900 miljoen. Geschoond voor deze en enkele andere bijzondere posten kwam het verlies over het jaar uit op € 349 miljoen. In 2014 werd het resultaat met € 425 miljoen gedrukt als gevolg van een staking van piloten bij Air France. KLM profiteerde van een grote meevaller van ruim € 800 miljoen door een wijziging van de pensioenregels. Zonder bijzondere baten en lasten leed Air France-KLM een verlies van € 535 miljoen in 2014. In 2020 leed het een groot verlies als gevolg van de coronapandemie, het passagiersvervoer daalde met bijna 70% ten opzichte van het jaar ervoor. De nettoschuld verdubbelde ruimschoots van 5 miljard naar 11 miljard euro. Per 31 december 2023 was de nettoschuld weer gedaald naar 5 miljard euro.
Air France-KLM Groep heeft de ambitie om in 2030 de totale CO2-uitstoot met 15% te verlagen en per passagierkilometer (paxkm) met 50%. Het basisjaar is 2005, toen lag het brandstofverbruik op 4,5 liter per 100 paxkm en de CO2 uitstoot op circa 113 gram/paxkm.
| Jaar        | Omzet       | Bedrijfs- resultaat | Netto- resultaat | Uitstoot CO2 (× gr/paxkm) |
| Jaar        | (× miljoen) | (× miljoen)         | (× miljoen)      | Uitstoot CO2 (× gr/paxkm) |
| ----------- | ----------- | ------------------- | ---------------- | ------------------------- |
| 2005/2006   | € 21.452    | € 936               | € 921            |                           |
| 2006/2007   | € 23.077    | € 1240              | € 887            |                           |
| 2007/2008   | € 24.118    | € 1405              | € 767            |                           |
| 2008/2009   | € 23.975    | € −129              | € −807           |                           |
| 2009/2010   | € 20.999    | € −1285             | € −1560          |                           |
| 2010/2011   | € 23.622    | € 122               | € 612            |                           |
| 2011 (p.f.) | € 24.402    | € −353              | € −809           | 93                        |
| 2012        | € 25.649    | € −300              | € −1192          | 91                        |
| 2013        | € 25.520    | € 130               | € −1827          | 89                        |
| 2014        | € 24.912    | € −129              | € −198           | 87                        |
| 2015        | € 26.059    | € 816               | € 118            | 86                        |
| 2016        | € 24.844    | € 1049              | € 792            | 85                        |
| 2017        | € 25.781    | € 1488              | € −274           | 82                        |
| 2018        | € 26.227    | € 1405              | € 422            | 80                        |
| 2019        | € 27.189    | € 1141              | € 293            | 79                        |
| 2020        | € 11.088    | € −4548             | € −7078          | 102                       |
| 2021        | € 14.315    | € −1626             | € −3292          | 96                        |
| 2022        | € 26.393    | € 1193              | € 728            | 77                        |
| 2023        | € 30.019    | € 1712              | € 934            |                           |
| 2024        | € 31.459    | € 1601              | € 317            |                           |

### KLM
KLM publiceert jaarlijks nog een publieksverslag, minder uitgebreid dan het jaarverslag van de holdingmaatschappij, maar het verslag geeft een goed beeld van de vervoersprestaties en de resultaten van KLM.
| Jaar        | Omzet       | Bedrijfs- resultaat | Netto- resultaat | Werknemers (in fte) |
| Jaar        | (× miljoen) | (× miljoen)         | (× miljoen)      | Werknemers (in fte) |
| ----------- | ----------- | ------------------- | ---------------- | ------------------- |
| 2005/2006   | € 7201      | € 540               | € 276            |                     |
| 2006/2007   | € 7968      | € 616               | € 561            |                     |
| 2007/2008   | € 8028      | € 751               | € 291            |                     |
| 2008/2009   | € 8182      | € 159               | € −193           |                     |
| 2009/2010   | € 7469      | € −285              | € −383           |                     |
| 2010/2011   | € 8651      | € 383               | € 147            |                     |
| 2011 (p.f.) | € 8904      | € 208               | € 1              |                     |
| 2012        | € 9473      | € 153               | € −44            |                     |
| 2013        | € 9688      | € 301               | € 133            |                     |
| 2014        | € 9643      | € 175               | € 341            |                     |
| 2015        | € 9905      | € 384               | € 54             | 32.343              |
| 2016        | € 9800      | € 681               | € 521            | 31.876              |
| 2017        | € 10.340    | € 910               | € −703           | 31.672              |
| 2018        | € 10.955    | € 1073              | € 573            | 32.412              |
| 2019        | € 11.075    | € 853               | € 449            | 33.026              |
| 2020        | € 5120      | € −1154             | € −1546          | 31.740              |
| 2021        | € 6100      | € −227              | € −1258          | 27.444              |
| 2022        | € 10.679    | € 706               | € 744            | 28.985              |
| 2023        | € 12.050    | € 650               | € 714            | 31.152              |
| 2024        | € 12.681    | € 416               | € 70             | 32.569              |

In 2022 gebruikte de KLM vloot 2846 kton aan conventionele brandstof en 24 kton duurzame brandstof.  Het aandeel duurzame brandstoof is daarmee minder dan 1% van het totaal. De CO2-uitstoot was in totaal 11.322 kton, waarvan 9501 kton gerelateerd aan de vliegtuigbewegingen. De uitstoot per passagierkilometer was 75 gram.